# Hermanos de la Sagrada Familia de Belley
El Instituto de los Hermanos de la Sagrada Familia de Belley en latín: Institutum Fratrum a Sancta Familia de Bellicio, también conocidos como Hermanos de la Sa-Fa, es una congregación religiosa laical de derecho pontificio fundada el 28 de agosto de 1841, por Gabriel Taborin, en Francia. Los religiosos de esta congregación posponen a su nombre las siglos de F.S.F.

## Historia

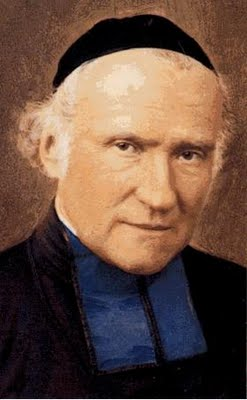
Gabriel Taborin (1799-1864), fundador de los Hermanos de la Sagrada Familia de Belley.

### Origen
El Instituto de los Hermanos de la Sagrada Familia fue fundado por Gabriel Taborin (1799-1864), en Belmont-Luthézieu, diócesis de Belley (Francia), en 1835. El objetivo de la nueva congregación era trabajar en la educación cristiana de las zonas rurales de Francia, donde la práctica religiosa estaba muy debilitada a causa de la Revolución.
En el proyecto de Taborin no se encontraba la ordenación sacerdotal de los miembros de la congregación, por ello, hace parte de las congregaciones religiosas laicales. Del nombre de la diócesis donde fueron fundados toman el apodo de Belley. En castellano son conocidos también como Hermanos Sa-Fa.
Gabriel Taborín recibió el apoyo del obispo de Belley, Alexandre Raymond Devie, y de Juan María Vianney, con quien mantuvo una intensa amistad. Este último confió a los Hermanos de la Sagrada Familia de Belley la educación de una escuela, fundada por él en 1841, y otras actividades en su parroquia en Ars-sur-Formans. Además se interesó por enviar numerosos candidatos al noviciado de los Hermanos.
Se considera al año 1835 el año de fundación del Instituto, por haberse celebrado en dicho año las profesiones religiosas de los primeros hermanos, en el pueblo de Belmont-Luthézieu, Ain (Francia). La congregación recibió la aprobación pontificia el 28 de agosto de 1841, de manos del papa Gregorio XVI.

### Expansión
El instituto se extendió por varias regiones de Francia, aun estando en vida el fundador. El 20 de marzo de 1889 llegan los Hermanos de la Sagrada Familia a la República Oriental del Uruguay. En el año 1903 se funda en Italia. En 1908 en la República Argentina y en 1909 en España. 
Con el correr de los años los Hermanos de la Sagrada Familia de Belley se establecen en Burkina Faso, Costa de Marfil, Benín y Ghana. También en el continente americano en Brasil, Ecuador, México y Colombia. De igual forma en Filipinas e India. En 2011 en Indonesia y en 2013 en Timor Oriental. En 2021 se abre una Comunidad en Angola.

### América
En 1889 con el apoyo del obispo de Montevideo monseñor Inocencio María Yéregui, llegaron desde Francia los primeros hermanos de la Sagrada Familia a América Latina con la intención de fundar en Uruguay una institución de enseñanza religiosa.
Posteriormente, la institución abriría nuevas instituciones en otras localidades del país, como en otros países de la región.

### España
Contando con el apoyo de la familia Mambrilla Prado, los primeros Hermanos de la Sagrada Familia que llegaron a España se establecieron en el año 1909 en la localidad burgalesa de La Horra. Allí establecieron los Hermanos Martín Dumas y Gerásimo Christoud la primera comunidad y una casa de formación, preocupándose además por extinguir la filoxera en los viñedos de la zona.
En 1951 se erigió la provincia de Nuestra Señora de la Asunción con las Comunidades existentes en España: las casas de formación de La Horra y Sotillo de la Ribera en la provincia de Burgos, junto con los colegios de Madrid y Valladolid. Los años siguientes se caracterizaron por la apertura de varios colegios y de casas de formación en Valladolid, Sigüenza y Salamanca. 
En la década de los 70, se abrieron Comunidades como las de El Pozo del Tío Raimundo en Madrid, Finisterre en La Coruña y Navaluenga en Ávila; pero años más tarde comenzaría la crisis de vocaciones.
En 1993 se creó la Asociación de Fraternidades Nazarenas, para que los seglares puedan participar también de la espiritualidad del Instituto.
La actual provincia de Nuestra Señora de la Asunción incluye las Comunidades de Hermanos de la Sagrada Familia de España, Ecuador, Colombia, India y México.
En España es frecuente que los colegios de esta congregación antepongan a su nombre el acrónimo Sa-Fa (por "Sagrada Familia"), como es el caso del colegio Sagrada Familia de Burgos. Ese acrónimo también es utilizado por la institución cultural privada Fundación Escuelas Profesionales de la Sagrada Familia (fundada en 1940 por el jesuita Rafael Villoslada Peula). A veces, también se utiliza ese acrónimo para referirse a la iglesia de la Sagrada Familia de Burgos.

## Apostolado y difusión

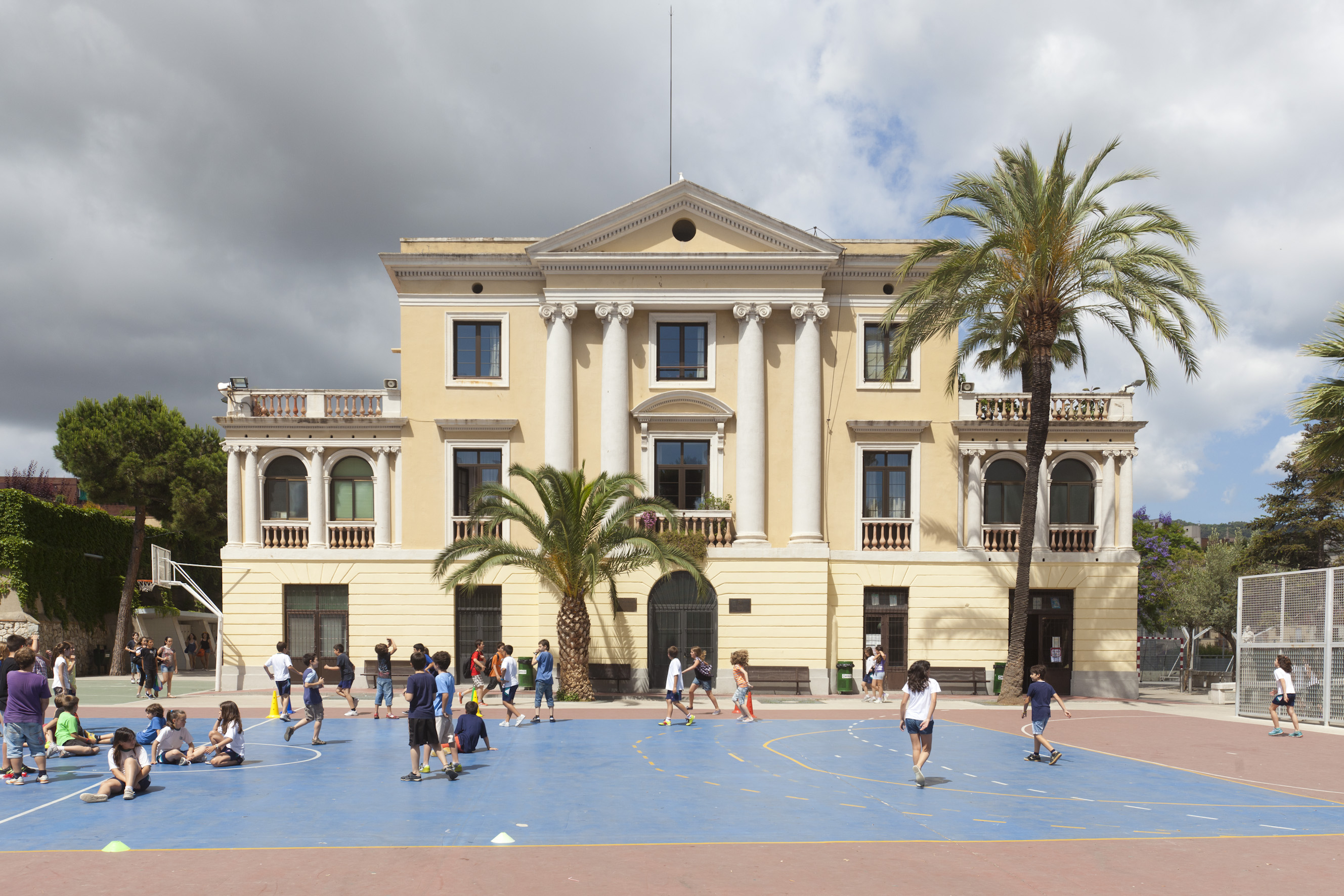
Edificio donde funcionó el primer colegio de los Hermanos en Barcelona (España).

Los Hermanos, fieles a su carisma inicial, se dedican a la formación y educación cristiana de los jóvenes en escuelas, colegios o institutos superiores. Colaboran además en la pastoral de las parroquias donde se encuentren.
Se encuentran presentes en Europa (Francia, Italia, España), África (Angola, Benín, Burkina Faso, Costa de Marfil, Ghana), América (Argentina, Brasil, Colombia, Ecuador, México y Uruguay) y Asia (Filipinas, India, Indonesia, Timor Oriental). La curia general se encuentra en Roma.